# Дама (Сирія)
Дама (англ. Dama, араб. قرية داما) — поселення в Сирії, що складає невеличку друзьку общину в нохії Аль-Аріка, яка входить до складу однойменної мінтаки Шагба в південній сирійській мухафазі Ас-Сувейда.